# Krka (Slovinsko)
Krka je řeka ve Slovinsku. Je 93,12 km dlouhá a patří mezi nejdelší řeky, které tečou po celou délku toku ve Slovinsku.

## Průběh toku
Pramení pod Krškou jamou v nadmořské výšce 312 m asi 25 km jihovýchodně od Lublaně. Ústí zprava do Sávy u Brežic v nadmořské výšce 141 m.

## Využití
Na řece leží město Novo mesto.